# 존 크레건
존 크레건(John Cregan, 본명: 존 프랜시스 크레건, John Francis Creggan, 1878년 1월 29일 – 1965년 12월 26일)은 20세기 초 800m를 전문으로 하는 미국 육상 경기 선수였다.

## 생애
뉴욕주 스키넥터디에서 태어난 크레건은 프린스턴 대학교를 다녔다. 1900년 영국 AAA 챔피언십에서 880야드에서 2위를 차지했다.
크레건은 1900년 파리 하계 올림픽 육상에 참가하여 남자 800m 종목에서 은메달을 획득했다. 필라델피아에서 사망했다.